# Amphithallia
Amphithalia, monotipski rod crvenih algi iz reda Corallinales čija porodična pripadnost mu još nije utvrđena. Jedina vrsta je južnoafrička morska alga A. crassiuscula, nekada uključivana u rodove Melobesia i Mastophora, a tek od 2019. u zaseban rod.

## Sinonimi
- Melobesia crassiuscula Kützing 1843
- Mastophora crassiuscula (Kützing) Kützing 1849